# Кредитні акули
Кредитна акула або позикова акула (англ. loan shark) — особа або організація, яка пропонує позики за надзвичайно високими процентними ставками, має жорсткі умови стягнення в разі неповернення кредиту і, як правило, діє поза межами закону (має кримінальний або напівкримінальний характер). Сам процес надання позики та стягнення кредиту, як правило, є незаконним; відбувається т.з. грабіжницьке кредитування з надзвичайно високими відсотками, часто їх заставою результатів праці або власності, які можуть забрати, як сплату боргу.
Також існують схеми, коли організації «кредитних акул» беруть позики в офіційних кредиторів мікрофінансування під невеликі відсотки в межах міжнародних ініціатив щодо подолання бідності та надають позики бідним позичальникам, які не мають змоги отримати ці кредити безпосередньо, але вже під дуже великі відсотки. «Кредитні акули» іноді примушують виплачувати борги шантажем або погрозами насильства.
Історично склалося, що багато лихварів є кредитними акулами й ведуть свою діяльність на грані між юридично дозволеною та злочинною діяльністю. В багатьох країнах кредитні акули є частиною організованої злочинності та мафіозних структур.

## Приклади

### Японія
Законодавче регулювання діяльності лихварів, як правило, значно слабкіше, ніж у банків. У Японії Закон про контроль над грошовими кредитами вимагає лише реєстрації організації в кожній префектурі, де ведеться діяльність. У Японії, коли є економічний спад й банки не хочуть позичати гроші, нелегальне кредитування стає соціальною проблемою. Незаконні лихварі зазвичай стягують відсотки в розмірі 30 або 50 % за 10 днів, що становить приблизно 1,442 млн.% або 267,5 млн.% річних. Це суперечить закону, який встановлює максимальну процентну ставку в 20 %. Зазвичай «позикові акули» працюють із тими, хто не може отримати грошей у банках чи законних кредитних спілках.

### Ірландія
У 2015 р. Центральний банк Ірландії був підданий критиці за те, що він нічого не робив для захисту осіб з низькими доходами, вразливих соціальних груп або осіб з низьких рівнів фінансової грамотності від кредитних акул, коли з'ясувалося, що до 100 000 з 360 000 позик, наданих лихварями були видані з порушенням законів країни.

### Ізраїль
Надання позик під відсотки є один основних напрямків діяльності ізраїльської мафії.

### Велика Британія
Урядові дослідження зазначають, що у Великій Британії перед «кредитними акулами» мають борги від 165 000 до 200 000 осіб. Правоохоронними органами незаконні позики трактуються як злочин високого рівня (фелонія), пов'язаний з організованою злочинністю та серйозним насильством.
Проте існують і кредити, що виплачуються з високими відсотковими ставками, але є законними у багатьох випадках. Їх називають «законними кредитними акулами» («legal loan sharking»), оскільки кредитор зареєстрований на законних підставах, сплачує податки та внески і немає загрози заподіяння шкоди боржнику.

### США
На початку ХХ ст. в США кредити для робітничого класу були майже цілком криміналізовані. Бізнес хижих кредиторів процвітав і розвивався. Після того, як «кредитування заробітної плати» було законодавчо заборонено, деякі напівкримінальні організації запустили пропозицію «купівля зарплати». Вони заявляли, що не займаються позиками й кредитами, а купують майбутні зарплати зі знижкою. Ця форма кредитних позик поширилася протягом 1920-х і 1930-х років, поки новий проєкт Єдиного закону про малі позики не закрив цю юридичну шпарину. Хоча такого роду «кредитні акули», які «купували» заробітну плату, продовжували діяти в південних штатах й після Другої світової війни.
З часом позикові акули віддалилися від робітничого класу. До 1960-х років переважну більшість їх клієнтів вже складали малий та середній бізнес. Представники бізнесу мали перевагу (для кримінальних структур) перед робітниками тим, що мали активи, які в них можуть бути вилучені у разі невиконання їх зобов'язань, або їх могли використати для участі в шахрайстві або відмиванні грошей.
Азартні ігри були ще одним прибутковим тіньовим бізнесом, в якому також надавали кредитні позики (гравцям) з подальшим їх вимаганням. В 1960-х роках незаконне кредитування було оцінено як другий найприбутковіший вид діяльності організованої злочинності в США, після незаконних азартних ігор. Газети в 1960-х роках були переповнені історіями, коли боржників били, переслідували, а іноді і вбивали представниками «кредитових акул».
Наприкінці XX ст. організована злочинність відійшла від активного (й агресивного) кредитування. На чорний ринок кредитування вийшло безліч невеликих фірм, які діяли поза прямою юрисдикцією організованої злочинності, стягуючи лихварські ставки відсотків за грошові кредити. Ці неофіційні мережі кредитних послуг рідко зацікавлювали владу та правоохоронні органи, але були популярні серед населення, яке не мало змоги обслуговуватись в банках й інших законних установах.
На початку XXI ст. неліцензовані «кредитні акули» продовжують діяти в анклавах іммігрантів та районах з низьким рівнем доходу. Вони позичають гроші людям, які працюють в неофіційному секторі або тим, хто не може оформити офіційний кредит. Бувають випадки коли боржників б'ють або вилучають їх активи. Ставки відсотків коливаються від 10 % до 20 % на тиждень.

### Сербія
У Сербії людей які займаються наданням незабезпечених грошових позик приватним особам за надзвичайно високими («зеленашкими») відсотковими ставками і найчастіше використовують шантаж або загрозу насильства при зборі боргу з боржника називають — «Зеленаш».
Таке лихварство є незаконною діяльністю, а зеленаш зазвичай є частиною організованого злочинного світу. Клієнтами зеленашів є люди, для яких з різних причин неможливо отримати кредит у банку. Умови позики та відсотки часто настільки складні та великі, що боржник не в змозі погасити борг до кінця свого життя.
Назва «зеленаш» у своєму первісному розумінні пішла від лихварів, які давали селянам гроші під заставу ще зеленого зерна (майбутнього урожаю). Беручі такі позики селяни несли відповідний ризик того, чи буде цей рік родючим, чи пропаде урожай, яка ціна буде на зріле зерно буде на фондовому ринку і чи будуть вони в змозі повернути кредит.
Крім зерна відповідні угоди («зеленашки уговор») також укладаються на майбутній врожай інших сільськогосподарських продуктів, таких як кукурудза, соя, цукровий буряк тощо.

### Україна
В Україні діють т.з. «колекторські фірми», що скуповують борги різних банків або офіційних кредитних установ[джерело?], а потім «вибивають» борги в позичальників. Подеколи подібні дії мають незаконний характер й припиняються після звернення боржника до правоохоронних органів.

### Казахстан
Національний банк Казахстану послідовно бореться з лихварями з 2018 року. Так, максимальна відсоткова ставка за кредитом була обмежена на рівні не більше 100 % від суми кредиту.
У 2020 році від Національного банку Казахстану було відокремлено агентство з регулювання фінансового ринку для здійснення контролю за дотриманням прав і законних інтересів позичальників, виявлення та усунення системних проблем фінансового сектору економіки. Запроваджено єдиний державний реєстр мікрофінансових організацій для легалізації кредиторів.

## Цікаві факти
В період пандемії вірусу COVID-19 у своєму виступі під час ранкової меси 8 квітня 2020 р. Папа Римський Франциск засудив тих, хто експлуатує пандемію, щоб швидко отримати прибуток, і заперечив лицемірство, коли деякі політики мають зиск з кризи. Також він засудив мафію, кредитних (позикових) акул та інших, тих хто наживається на ближньому під час кризи, назвавши їх «Юдами». Цитата: «those people who, in this time of a pandemic, have made a business of dealing with those in need, who take advantage of the needs of others and sell them out — the mafiosi, the loan sharks and many others.»